# Pic Cecil
Pour les articles homonymes, voir Cecil.
Le pic Cecil, en anglais Cecil Peak, est une montagne dans le bassin de Wakatipu, en Nouvelle-Zélande, qui culmine à 1 978 mètres d'altitude. Il se trouve sur la rive sud du lac Wakatipu au sud-sud-ouest de Queenstown et est très visible depuis les environs, notamment de Queenstown Hill.
La végétation est principalement constituée d'herbe et de tussack (comme elle est sous un bail pastoral) avec des arbres près de la surface du lac. Hidden Island est l’une des quatre îles du lac Wakatipu et se trouve très près du rivage du pic Cecil. Le 27 mars 2010, un groupe local a donné un concert en plein air de chansons du groupe Pink Floyd dans un amphithéâtre naturel de la montagne.

## Toponymie
Le pic Cecil et la montagne voisine, le pic Walter, ont été nommés d'après les premiers prénoms des fils aînés de William Gilbert Rees par l'arpenteur James McKerrow (en) en 1862.